# Dictadura de Roosevelt

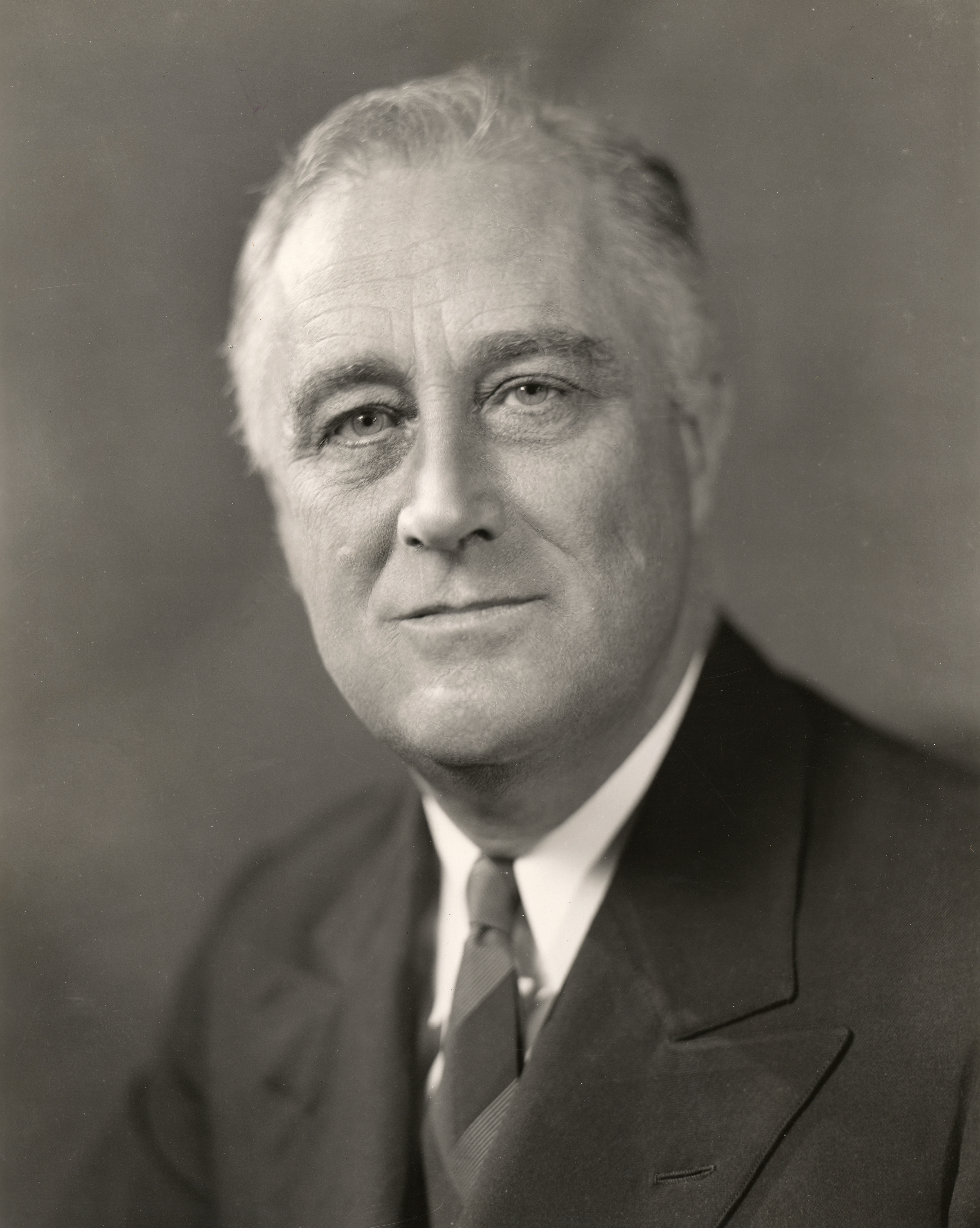
Franklin D. Roosevelt.

Antes que Franklin D. Roosevelt llegara a la presidencia de los EE. UU., algunos de sus partidarios le propusieron la posibilidad de una hipotética dictadura dirigida por él. De haber sucedido esto, el presidente de los Estados Unidos podría haber asumido poderes extraordinarios ya sea por una concesión explícita del Congreso o por un autogolpe de Estado, como la Italia fascista de Mussolini, quien era ampliamente popular y respetado en ese momento. El apoyo retórico a tal "autocracia benevolente" alcanzó su cenit desde noviembre de 1932 hasta marzo de 1933 durante los últimos meses del presidente Herbert Hoover, cuando el país estaba más desesperado y listo para poner sus esperanzas en el nuevo presidente electo. Sin embargo, la incipiente iniciativa pasó poco después de la toma de posesión de Roosevelt, y los llamados a la dictadura finalizaron en la primavera de 1933. Roosevelt ejercería una amplia autoridad ejecutiva durante sus 12 años en el cargo, pero finalmente gobernó dentro de los límites de su mandato constitucional.

## Contexto
En la elección presidencial de 1932 de los Estados Unidos, Franklin Roosevelt ganó la votación en una victoria desigual y aplastante sobre el presidente de entonces, el político republicano Herbert Hoover. El triunfo de Roosevelt se debió al contexto de la Gran Depresión y las promesas de su política de "Nuevo Trato". Roosevelt ascendió durante una era en la cual el surgimiento y consolidación de los estados totalitarios en Alemania, Italia, Japón, España, Polonia y otros países marcados como una edad de dictadura plebiscitaria. En ese momento, el gobierno fascista en Italia había ganado cierto respeto de los comentaristas estadounidenses y el concepto de dictadura en sí era relativamente popular; El "dictador" carecía de muchas connotaciones negativas que luego adquiriría.

## Apoyo público
Durante los cuatro meses transcurridos entre su elección de noviembre de 1932 y su toma de posesión en marzo de 1933, varias voces influyentes en los círculos políticos estadounidenses pidieron a Roosevelt que asumiera poderes extraordinarios al asumir el cargo. En su columna de periódico sindicado a nivel nacional, Walter Lippmann escribió que "una especie leve de dictadura nos ayudará a superar los puntos más difíciles del camino", mientras que el New York Herald Tribune opinó un sentimiento similar en un editorial titulado "Para la dictadura, si es necesario". La revista Commonweal, por su parte, planteó la afirmación de que Roosevelt debería asumir "los poderes de una dictadura virtual para reorganizar el gobierno".  Roger Babson pidió que se pusieran limitaciones a los poderes del Congreso, incluida la abolición del Senado de los Estados Unidos, mientras que Will Rogers apoyó propuestas para extender poderes extraordinarios a Roosevelt al escribir que "Mussolini podría tomar nuestro país hoy y volver a poner a la gente a trabajar en el índice de un millón por mes".  Roosevelt recibió cartas de varias partes del país implorándole que asumiera poderes extraordinarios.

El mes anterior a su toma de posesión en marzo de 1933, el presidente John Nance Garner introdujo una legislación en la Cámara de Representantes de los Estados Unidos que permitiría a la presidencia la autoridad unilateral para suspender las asignaciones del Congreso, abolir los departamentos gubernamentales, despedir a los funcionarios públicos a su discreción y reducir las asignaciones legales y pagos contractuales, situación que el Congreso solo podría verificar dichas medidas con una abrumadora mayoría de dos tercios en ambas cámaras.  Bertrand Snell, líder del Partido Republicano en la Cámara, criticó el proyecto de ley alegando que:
"haría un dictador absoluto de Roosevelt. Le daría más poder que cualquier líder ejecutivo en el mundo, excepto Mussolini".
La legislación aparentemente no procedió ni estuvo cerca de aprobar la Cámara, con una "rebelión salvaje" arrasando el suelo y una oposición republicana "inalterable".

## La postura de Roosevelt
Durante su discurso de inauguración en marzo de 1933 ,Roosevelt disfrutó de una inmensa aprobación de la ciudadanía cuando declaró que estaba considerando buscar una autoridad radical igual a la que se le podría otorgar a un presidente durante una invasión:

... en caso de que el Congreso no tome uno de estos dos cursos, y en caso de que la emergencia nacional siga siendo crítica, no evadiré el curso claro del deber que me confrontará. Solicitaré al Congreso el único instrumento restante para enfrentar la crisis: un amplio poder ejecutivo para librar una guerra contra la emergencia, tan grande como el poder que se me otorgaría si de hecho nos invadiera un enemigo extranjero.

Eleanor Roosevelt más tarde escribiría que  que el momento le pareció "un poco aterrador" debido al entusiasmo con el que la multitud recibió la sugerencia. Durante este período, según Benjamin Alpers:
"la prensa notó casi universalmente los llamados del nuevo presidente a un mayor poder y, de manera universal, no tenía nada que decir sobre ellos".
Ese mes Roosevelt tenía previsto dirigirse a la Legión americana, en lo que sería su primer discurso público desde la inauguración. En el primer borrador de su discurso, planeó declarar su autoridad para armar y disciplinar a la legión en una fuerza militar auxiliar para, en palabras del historiador Jonathan Alteran, "proteger bancos o sofocar rebeliones" como el " ejército privado” del presidente. Una línea, eliminada de ese borrador del discurso, decía "Como nuevo comandante en jefe bajo el juramento al que todavía estás obligado, me reservo el derecho de mandarte en cualquier fase de la situación que ahora nos enfrenta". El discurso que Roosevelt pronunció en realidad no mencionó un ejército privado ni sugirió que él podría o "ordenaría" a los veteranos; En cambio, Roosevelt solo abogó por el "sacrificio y la devoción" de la guerra. 

## Consecuencias
Roosevelt no asumió la actitud autoritaria que se le pedía, y aunque ejercería poderes ejecutivos cada vez más amplios a lo largo de su administración, se restringió a gobernar bajo los límites impuestos constitucionalmente. En retórica, Roosevelt utilizó el lenguaje del "populismo democrático", enmarcando las políticas de su administración como parte de las tradiciones clásicas del gobierno democrático estadounidense, y "evitó convincentemente asumir el manto del dictador".  En la primavera de 1933, solo elementos marginales continuaron haciendo llamados a la dictadura o la semidictadura.  En octubre de 1933, Roosevelt - dirigiéndose a estudiantes de Washington College- opinó que una dictadura es innecesaria y que se puede lograr más a través de la cooperación que a través de la coerción.  Sin embargo, los opositores políticos de Roosevelt mantendrían viva la idea de que tenía ambiciones de convertirse en un dictador. A mediados y finales de la década de 1930, los estadounidenses de todos los partidos políticos acusarían regularmente a sus oponentes de ser dictadores o ser engañados y lacayos de dictadores extranjeros. La idea de dictadura, en general, también perdió parte de su atractivo para sectores estadounidenses cuando la Italia de Mussolini perdió prestigio.
En una encuesta realizada en 1936 por el Instituto Americano de Opinión Pública, el 45% del público respondió "sí" a la pregunta "¿Cree usted que los actos y las políticas de la administración Roosevelt pueden conducir a la dictadura?" con respuestas afirmativas más altas entre los republicanos (83%), votantes independientes (53%) y socialistas (30%), y más bajas entre los demócratas (9%). Los residentes de Vermont y Maine, de tendencia republicana, llevaron a los estados a responder que sí (69% y 66%, respectivamente), mientras que los de Mississippi y Alabama sólidamente demócratas se mostraron más escépticos (22% y 20%, respectivamente) de que Roosevelt dirigía al país hacia dictadura.
El   Proyecto de ley de reforma de los procedimientos judiciales de 1937, frecuentemente llamado "plan de empaquetamiento judicial" de Roosevelt, reavivó los cargos de ambiciones dictatoriales contra él. En 1983, el historiador Michael Parrish argumentó que el plan de empaque de la corte "daba municiones frescas a quienes lo acusaron de dictadura, tiranía y fascismo".
Wendell Willkie criticó el acuerdo de destructores por bases el predecesor del programa de préstamo y arrendamiento que ayudó a los británicos en la Segunda Guerra Mundial, como la "acción más arbitraria y dictatorial jamás tomada en la historia de los Estados Unidos". Aunque estuvo de acuerdo con la propuesta, Wilkie creía que debería haber sido autorizada por el Congreso.  El St. Louis Post-Dispatch escribió que Roosevelt fue un dictador que cometió crímenes de guerra por el acuerdo. Escribiendo en 2011, James Lindsay opinó que el acuerdo de Destructores de Bases era tan controvertido "precisamente porque Estados Unidos se estaba alejando de la neutralidad pura".